# Ле Фосе (Арецо)
Ле Фосе је насеље у Италији у округу Арецо, региону Тоскана.
Према процени из 2011. у насељу је живело 28 становника. Насеље се налази на надморској висини од 261 м.